# Fritz Hochwälder

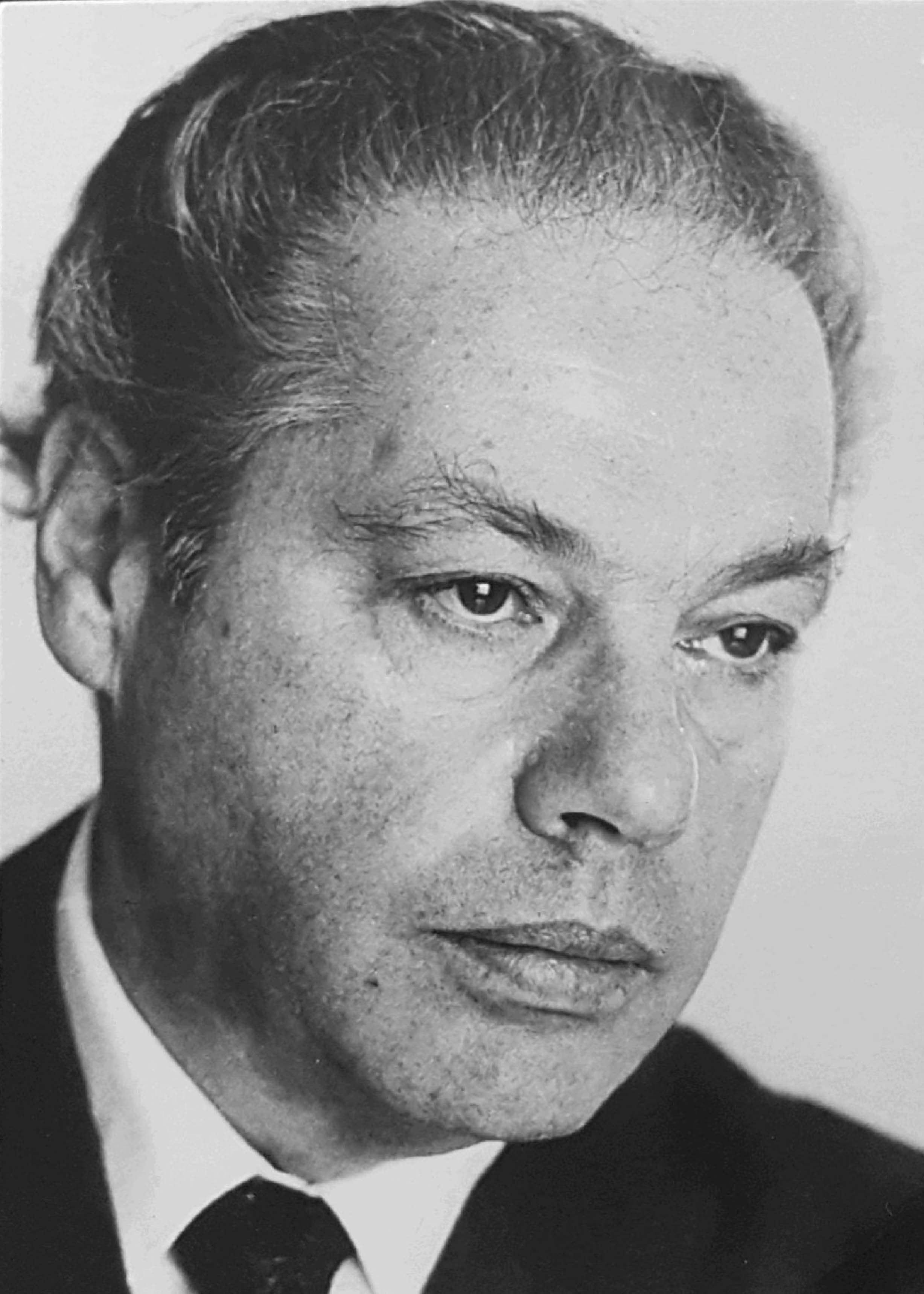
Fritz Hochwälder (ca. 1979)

Fritz Hochwälder (geboren 28. Mai 1911 in Wien, Österreich-Ungarn; gestorben 20. Oktober 1986 in Zürich) war ein österreichischer Dramatiker. Seine Werke, die sich durch eine knappe Prosa und moralistische Themen auszeichnen, wurden hauptsächlich am Burgtheater in Wien uraufgeführt. Hochwälder gilt als bedeutende Figur im österreichischen Theater des 20. Jahrhunderts; 1966 erhielt er den Großen Österreichischen Staatspreis für Literatur.

## Leben
Fritz Hochwälder erlernte bei seinem Vater in der Westbahnstraße im 7. Wiener Gemeindebezirk Neubau das Tapeziererhandwerk, verfolgte aber als Autodidakt, etwa durch Volkshochschulkurse am Volksheim Ottakring, seine historische und politische Bildung und engagierte sich politisch auf Seiten der Sozialistischen Arbeiterjugend (SAJ), der Jugendorganisation der SDAP im Bezirk Neubau. In dieser Zeit entstand auch seine einzige längere Prosaarbeit Donnerstag, die erst nach seinem Tod im Nachlass gefunden und posthum 1995 publiziert wurde. Es handelt sich um einen im spätexpressionistischen Stil geschriebenen Großstadtroman, „wie er in der österreichischen Literatur jener Jahre keinen Vergleich hat“ (Karl-Markus Gauß, NZZ).
Hochwälders erste Tragödie, Jehr, wurde 1932 in den Wiener Kammerspielen uraufgeführt. Im August 1938, nach dem Anschluss Österreichs, musste er als Jude und bekennender Linker aus Österreich flüchten. Er konnte von Wien unerkannt bis nach Vorarlberg gelangen und erreichte von dort durch den Rhein schwimmend die Schweiz. Dort wurde er zeitweilig interniert, machte aber dann, durch die Gesetze zur beruflichen Untätigkeit verpflichtet, sein schriftstellerisches Hobby zur Hauptbeschäftigung. In dieser Zeit war Mitglied der illegalen Kommunistischen Partei Österreichs (KPÖ). Seine Mutter und sein Vater wurden beide im KZ Theresienstadt ermordet.
Hochwälders Drama Das Heilige Experiment, eine Darstellung des Scheiterns des Jesuitenstaates in Paraguay an den weltlichen Interessen der spanischen Kolonialherrschaft, wurde 1943 am Theater Biel Solothurn (damals noch Städtebundtheater Biel-Solothurn) uraufgeführt (Inszenierung: Peter Lotar) und erlebte 1947 seine erfolgreiche Premiere im befreiten Österreich (am Wiener Burgtheater). 1952 brachte es seinem Autor auch den internationalen Durchbruch, ausgehend von Paris (unter dem Titel Sur la terre comme au ciel).
Hochwälders erfolgreichste Zeit waren die 1950er Jahre, in denen er quasi als Hausautor des Burgtheaters fungierte und seine dramaturgisch gut gebauten, spannungsreichen Stücke mit historisch-politischem Hintergrund auch im Ausland viel gespielt wurden. Hochwälders Schaffen wurde auch für das Fernsehen entdeckt. Zahlreiche seiner Stücke wurden für das noch sehr an die Bedingungen des Theaters gebundene Fernsehspiel adaptiert und ebenso nahm Hochwälder Aufträge für Drehbücher an.
In den 1960er Jahren wurde es stiller um Hochwälder, dessen Hauptwohnsitz sich weiterhin in der Schweiz befand. Die etwas pathetische, an den Klassikern geschulte Sprache des Dramatikers geriet außer Mode, Hochwälders Herzleiden beeinträchtigte zudem seine Schaffenskraft.
Fritz Hochwälder blieb aber dennoch bis zuletzt „der“ offizielle Dramatiker der Zweiten Republik.

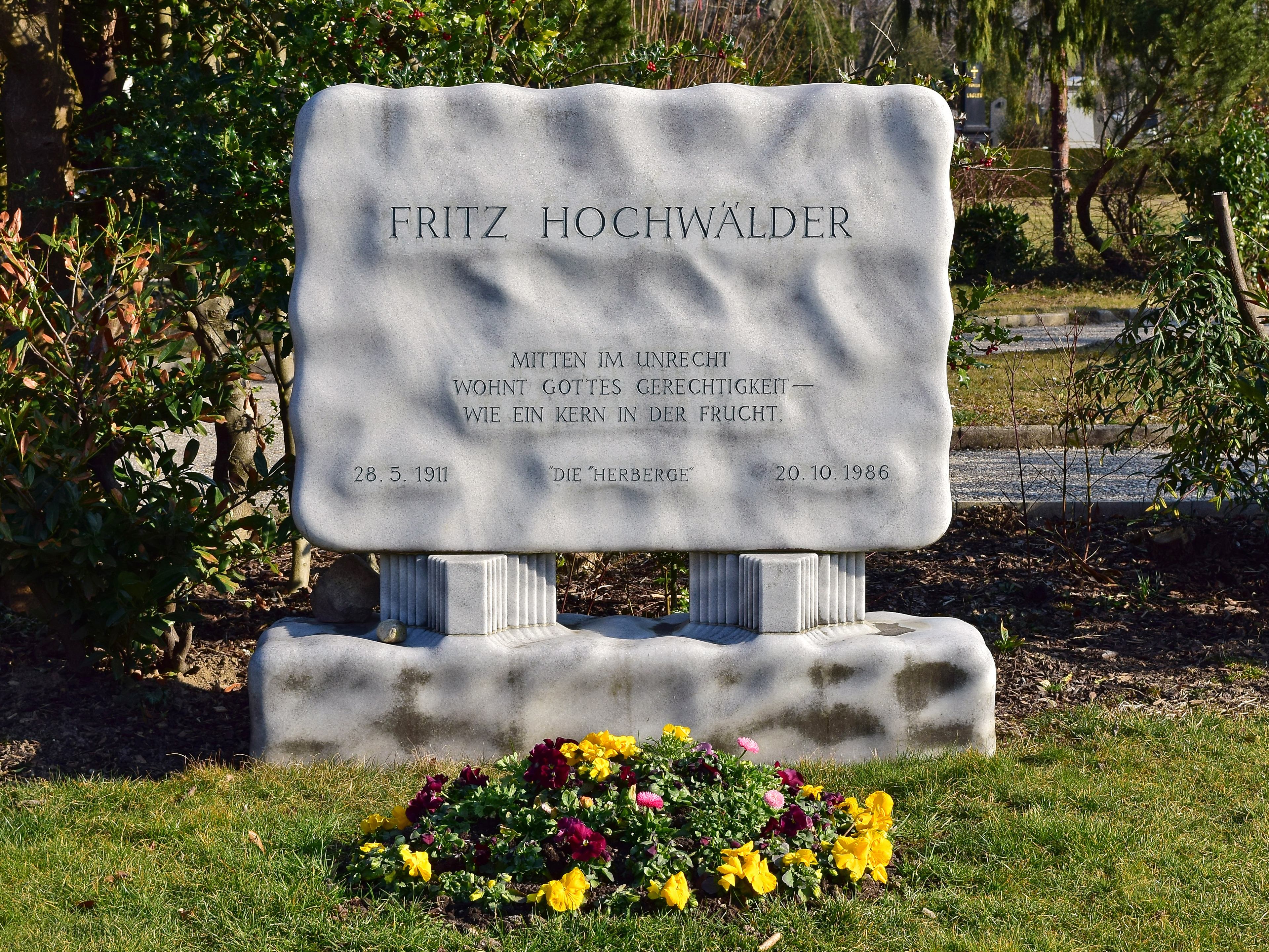
Ehrengrab von Fritz Hochwälder

Er wurde in einem Ehrengrab auf dem Wiener Zentralfriedhof (Gruppe 33 G, Nummer 74) beigesetzt.

## Auszeichnungen
- 1955 Preis der Stadt Wien für Literatur
- 1956 Grillparzer-Preis
- 1962 Anton-Wildgans-Preis
- 1966 Großer Österreichischer Staatspreis für Literatur
- 1971 Österreichisches Ehrenkreuz für Wissenschaft und Kunst
- 1972 Ehrenring der Stadt Wien
- 1979 Franz-Theodor-Csokor-Preis
- 1980 Österreichisches Ehrenzeichen für Wissenschaft und Kunst

## Theaterstücke
- Jehr. 1932
- Liebe in Florenz. 1939
- Esther. 1940
- Das heilige Experiment. 1942
- Casa Speranza. 1943
- Hotel du Commerce. 1943
- Der Flüchtling. 1944/45
- Die verschleierte Frau. 1946
- Meier Helmbrecht. 1946
- Der öffentliche Ankläger. 1947
- Virginia. 1948
- Sur la Terre comme au ciel. 1952
- Donadieu. 1953
- Die Herberge. 1955
- Der Unschuldige. 1956
- Donnerstag. 1959
- Schicksalskomödie. 1960
- Der verschwundene Mond. 1961
- 1003. 1964
- Der Himbeerpflücker. 1965
- Der Befehl. 1967
- Lazaretti oder Der Säbeltiger. 1975

## Essay und Vorträge
- Im Wechsel der Zeiten. 1980

## Verfilmungen
- 1948: Die Frau am Weg (Regie: Eduard von Borsody), mit Brigitte Horney, Robert Freitag, Drehbuch von Hochwälder, basierend auf Der Flüchtling, nach einer Idee von Georg Kaiser[3]
- 1962: Der Unschuldige (TV) (Regie: Wolfgang Glück), mit Attila Hörbiger, Friedl Czepa, Christiane Hörbiger, Franz Messner, Hans Thimig, Hilde Sochor
- 1965: Der Himbeerpflücker (Regie: Erich Neuberg), mit Helmuth Qualtinger, Kurt Sowinetz, Hilde Sochor, Blanche Aubry, Lukas Ammann, Helmut Janatsch, Emmerich Schrenk
- 1967: Der öffentliche Ankläger (TV) (Regie: Hans Dieter Schwarze), mit Paul Hoffmann, Klaus Schwarzkopf, Udo Vioff, Martin Lüttge, Carl Lange, Paul Dahlke
- 1967: Der Befehl (TV) (Regie: Edwin Zbonek), mit Emil Stöhr, Franz Stoss, Kurt Sowinetz

Der Film Mission von 1986 (Regie: Roland Joffé, mit Robert De Niro, Jeremy Irons, Liam Neeson) wurde ursprünglich von Hochwälders Stück Das heilige Experiment angeregt.